# Championnat de Yougoslavie de football 1990-1991
Navigation
Saison précédente Saison suivante
La saison 1990-1991 du Championnat de Yougoslavie de football est la soixante-deuxième édition du championnat de première division en Yougoslavie. Les dix-neuf meilleurs clubs du pays prennent part à la compétition et sont regroupées en une poule unique où chaque formation affronte deux fois ses adversaires, à domicile et à l'extérieur.
C'est le club du FK Étoile rouge de Belgrade, tenant du titre, qui remporte à nouveau la compétition, en terminant en tête du classement final, avec dix points d'avance sur le Dinamo Zagreb et treize sur le FK Partizan Belgrade. C'est le 18e titre de champion de Yougoslavie de l'histoire du club, qui réussit un triplé exceptionnel en remportant la Coupe d'Europe des clubs champions mais aussi en s'imposant en finale de la Coupe de Yougoslavie face au Hajduk Split.
Cette saison est la dernière à voir concourir ensemble des clubs serbes, croates et slovènes. À la fin du championnat, les clubs croates du Dinamo Zagreb, du NK Osijek, du NK Rijeka et du Hajduk Split vont prendre part au premier championnat national croate. L'Olimpija Ljubljana quitte quant à lui la Prva Liga pour rejoindre le tout nouveau championnat slovène. Par conséquent, pour remplacer ces départs, il n'y a aucun club relégué et quatre clubs de deuxième division sont promus.

## Les clubs participants
| - Partizan Belgrade - Dinamo Zagreb - FK Étoile rouge de Belgrade - Hajduk Split - FK Radnicki Nis - NK Rijeka - FK Rad Belgrade - NK Osijek - Buducnost Titograd - Proleter Zrenjanin | - FK Velez Mostar - FK Vojvodina Novi Sad - FK Zemun - Promu de D2 - Spartak Subotica - FK Sarajevo - FK Borac Banja Luka - FK Sloboda Tuzla - FK Željezničar Sarajevo - Olimpija Ljubljana |

## Compétition

### Classement
Le barème de points utilisé pour établir le classement est le suivant :
- Victoire : 2 points
- Victoire après la séance de tirs au but : 1 point
- Défaite : 0 point

| Rang | Équipe                         | Pts | J  | G  | Gt | P  | Bp | Bc | Diff |
| ---- | ------------------------------ | --- | -- | -- | -- | -- | -- | -- | ---- |
| 1    | FK Étoile rouge de Belgrade C1 | 54  | 36 | 25 | 4  | 7  | 88 | 35 | +53  |
| 2    | Dinamo Zagreb                  | 46  | 36 | 20 | 6  | 10 | 72 | 36 | +36  |
| 3    | FK Partizan Belgrade           | 41  | 36 | 18 | 5  | 13 | 62 | 36 | +26  |
| 4    | FK Borac Banja Luka            | 35  | 36 | 14 | 7  | 15 | 42 | 38 | +4   |
| 5    | Proleter Zrenjanin P           | 35  | 36 | 17 | 1  | 18 | 50 | 49 | +1   |
| 6    | Hajduk Split T,C               | 33  | 36 | 15 | 3  | 18 | 49 | 38 | +11  |
| 7    | FK Vojvodina Novi Sad          | 33  | 36 | 14 | 5  | 17 | 47 | 52 | -5   |
| 8    | FK Rad Belgrade                | 32  | 36 | 14 | 4  | 18 | 42 | 34 | +8   |
| 9    | NK Osijek                      | 32  | 36 | 14 | 4  | 18 | 52 | 57 | -5   |
| 10   | FK Radnički Niš                | 32  | 36 | 14 | 4  | 18 | 35 | 49 | -14  |
| 11   | FK Sarajevo                    | 31  | 36 | 13 | 5  | 18 | 37 | 48 | -11  |
| 12   | FK Velež Mostar                | 30  | 36 | 12 | 6  | 18 | 54 | 55 | -1   |
| 13   | FK Zemun P                     | 30  | 36 | 12 | 6  | 18 | 40 | 53 | -13  |
| 14   | Olimpija Ljubljana             | 30  | 36 | 14 | 2  | 20 | 41 | 59 | -18  |
| 15   | NK Rijeka                      | 29  | 36 | 13 | 3  | 20 | 33 | 25 | +8   |
| 16   | FK Željezničar Sarajevo        | 29  | 36 | 11 | 7  | 18 | 35 | 41 | -6   |
| 17   | Buducnost Titograd             | 28  | 36 | 13 | 2  | 21 | 43 | 48 | -5   |
| 18   | FK Sloboda Tuzla               | 23  | 36 | 11 | 1  | 24 | 36 | 56 | -20  |
| 19   | Spartak Subotica               | 4   | 36 | 1  | 2  | 33 | 25 | 74 | -49  |

|  | Qualification pour la Coupe d'Europe des clubs champions 1991-1992                                                                                            |
|  | Qualification pour la Coupe des Coupes 1991-1992 |
|  | Qualification pour la Coupe UEFA 1991-1992 |
|  | Relégation directe en deuxième division |
|  | T : Tenant du titre C : Vainqueur de la Coupe de Yougoslavie P : Promu de deuxième division C1 : Vainqueur de la Coupe d'Europe des clubs champions 1990-1991 |

## Bilan de la saison
| Championnat de Yougoslavie de football 1990-1991                        |                                         |
| Champion                                                                | FK Étoile rouge de Belgrade (17e titre) |
| Coupes et trophées                                                      |                                         |
| Vainqueur de la Coupe de Yougoslavie 1990-1991                          | Hajduk Split                            |
| Qualifications continentales                                            |                                         |
| Coupe d'Europe des clubs champions 1991-1992                            | FK Étoile rouge de Belgrade (tenant)    |
| Coupe des Coupes 1991-1992                                              | Hajduk Split                            |
| Coupe UEFA 1991-1992                                                    | Dinamo Zagreb                           |
| Coupe UEFA 1991-1992                                                    | FK Partizan Belgrade                    |
| Promotions et relégations                                               |                                         |
| Promus en Prva Liga                                                     | FK Vardar Skopje                        |
| Promus en Prva Liga                                                     | OFK Belgrade                            |
| Promus en Prva Liga                                                     | FK Sutjeska Niksic                      |
| Promus en Prva Liga                                                     | Pelister Bitola                         |
| Relégués en Championnat de Yougoslavie de football de deuxième division | Aucun                                   |